# Rozchodník bílý
Rozchodník bílý (Sedum album) je léčivá rostlina z čeledi tlusticovitých.

## Výskyt
Najdeme ji na skalnatých, výslunných stráních, na skalách, na zdech a kamenitých pastvinách i v suchých světlých lesích na kamenitém podkladu. Roste v celé Evropě až po Skandinávii, ale také v severní Africe. V Alpách se vyskytuje ojediněle do nadmořské výšky 2500 m n. m.

## Popis
Rozchodník je trvalka, která vyrůstá od 8 do 25 cm. Roste v řídkých trsech. Lodyha je krátká, nekvetoucí, ale hustě olistěná. Listy jsou masité zelené až načervenalé, podlouhle čárkovité a válcovitě oblé, tupé, sklenuté, trochu zploštělé a lysé. Drobné bílé květy na vrcholu lodyhy se skládají do vrcholičnatého květenství složených z vijanů. Jednotlivé kvítky na krátkých, 1-4 mm dlouhých stopkách jsou složeny z pěti široce podlouhlých, nezřetelně třížilných zelených lístků kališních a pěti podlouhle kopinatých, bílých, řidčeji červenofialových plátků korunních. Deset tyčinek je o trochu kratších než korunní plátky a má červenohnědé prašníky. Plody jsou pětičetné měchýřky, oddálené, vzpřímené, válcovité, až 5 mm dlouhé, jež obsahují podlouhlá, 0,7 mm dlouhá světle hnědá semena. Kvete od června až do podzimu.

## Význam
Rozchodník se v lidovém léčitelství používal k léčení zánětů.[zdroj?]

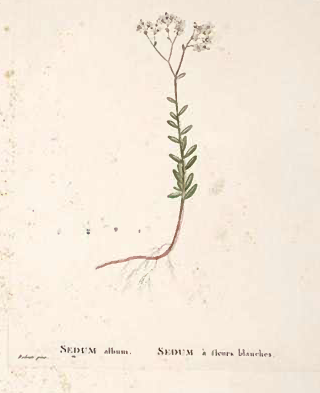
Botanický nákres
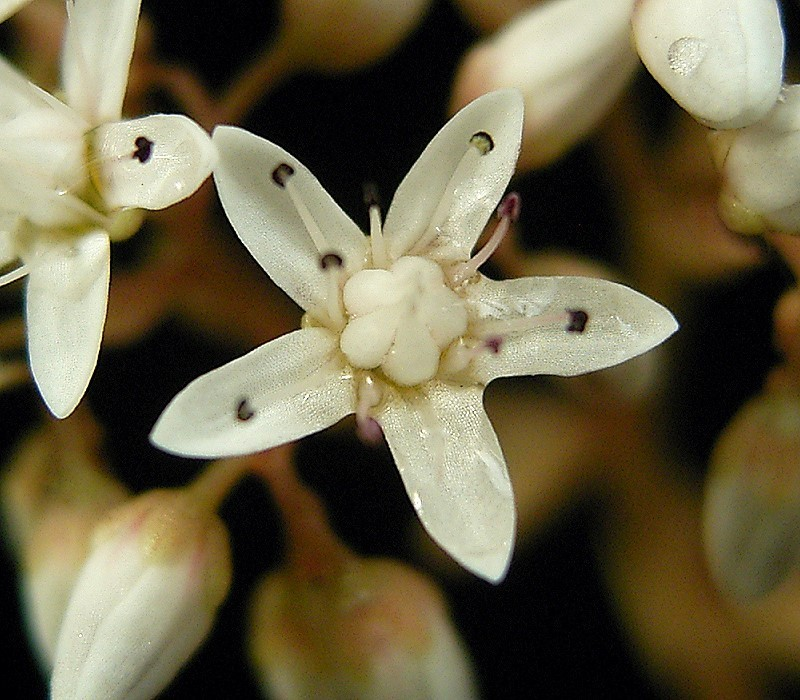
Detail květu